# Canthydrus diophthalmus
Canthydrus diophthalmus là một loài bọ cánh cứng trong họ Noteridae. Loài này được Reiche & Saulcy miêu tả khoa học đầu tiên năm 1855.